# ديريك كوكي
ديريك كوكي (23 أغسطس 1991 بواشنطن العاصمة في الولايات المتحدة - ) (بالإنجليزية: Derek Cooke)‏ هو لاعب كرة سلة أمريكي في مركز هجوم قوي الجسم. لعب مع Rethymno Cretan Kings B.C. ‏.

## وصلات خارجية
- ديريك كوكي على موقع الدوري الأوروبي لكرة السلة (الإنجليزية)
- ديريك كوكي على موقع سبورتس رفرنس (الإنجليزية)
- ديريك كوكي على موقع الدوري الإسباني لكرة السلة (الإسبانية)
- ديريك كوكي على موقع كرة السلة الأوروبية.كوم (الإنجليزية)
- ديريك كوكي على موقع DraftExpress.com (الإنجليزية)
- ديريك كوكي على موقع إي إس بي إن.كوم (الإنجليزية)
- ديريك كوكي على موقع كلية كرة السلة في سبورتس رفرنس.كوم (الإنجليزية)
- ديريك كوكي على موقع ريلجم (الإنجليزية)
- ديريك كوكي على موقع بروبوليرز (الإنجليزية)
- ديريك كوكي على موقع سبورتس رفرنس (الإنجليزية)